# Крузинг
Крузинг ради секса, крузарење или само крузинг је шетња или вожња по одређеном месту, који се назива крузинг место, у потрази за сексуалним партнером, обично анонимног, повременог, једнократног типа. Израз се такође, али ређе, користи када се технологија користи за проналажење необавезног секса, као што је коришћење апликација или сајтова.

## Порекло и историјска употреба
Према историчару и аутору Тиму Бланингу, термин крузинг потиче од холандског еквивалента kruisen.
У специфично сексуалном контексту, термин „крузинг“ првобитно се појавио као арготска „кодна реч“ у геј сленгу, помоћу које би они „упућени“ разумели говорникову неутврђену сексуалну намеру, док већина хетеросексуалаца, када чује исту реч у исти контекст, обично би погрешно протумачио предвиђено значење говорника у уобичајенијем несексуалном смислу. Ово је служило (а у неким контекстима и даље служи) као заштитни социолингвистички механизам за хомосексуалце да се међусобно препознају и избегну да их препознају они који би можда желели да им нанесу штету у ширим друштвима познатим по својој хомофобији .
У другој половини двадесетог века, декриминализација хомосексуалног понашања све више је постајала норма у земљама енглеског говорног подручја. Заштитна баријера коју је термин „крузинг“ некада представљао као „кодну реч“ се у великој мери разбила. Тако је специфично сексуално значење израза прешло у уобичајену употребу како би обухватило и сексуално понашање хетеросексуалних особа.
Званичници јавног здравства су приметили да крузинг посећују мушкарци који имају секс са мушкарцима, али се не идентификују као хомосексуалци или бисексуалци, који су блиски, у браку или су у вези са женама, не излазе са мушкарцима нити често иду у геј барове, клубове или веб странице, или на други начин немају начина да упознају мушкарце ради секса.